# Sirau (Karangmoncol)
Sirau is een bestuurslaag in het regentschap Purbalingga van de provincie Midden-Java, Indonesië. Sirau telt 4779 inwoners (volkstelling 2010).